# Akkadevi
Akkadevi (ಆಕ್ಕದೀವಿ in kannada, anche Akkādēvi, Akkā-dēvi; 1010 – 1064) è stata una principessa della dinastia Chalukya del Karnataka e governatrice di un'area conosciuta come Kishukādu o Konkan , situata negli attuali distretti di Bidar, Bagalkot e Bijapur. 
Era la sorella del re Jayasimha II dei Chalukya occidentali e zia di Someshvara I.
Il dominio dei Chalukya segna un'importante pietra miliare nella storia dell'India meridionale e un'età dell'oro nella storia del Karnataka. I Chalukya governarono sull'altopiano del Deccan in India per oltre 600 anni. 
Akkadevi faceva parte dell'Impero Chalukya occidentale, che era in costante conflitto con i Chola e con i loro lontani cugini, i Chalukya orientali di Vengi.
Akkadevi fu ben nota per essere un'abile amministratrice e un generale capace. Nel corso del governo di Akkadevi, espanse la sua provincia, incoraggiò l'istruzione attraverso sovvenzioni ai bramini e fece donazioni generosamente ai templi Jaina e indù.
Si diceva che Akkadevi fosse "un personaggio di grande reputazione e importanza": era chiamata anche Gunadabedangi, che significa "bellezza delle virtù". Un'iscrizione datata 1022 la definisce coraggiosa quanto Bhairavi in guerra. Pose l'assedio al forte di Gōkāge o Gōkāk per sedare una ribellione locale.